# Élection du président du parti Nouvelle Démocratie en 1997
 (août 2021).
Si vous disposez d'ouvrages ou d'articles de référence ou si vous connaissez des sites web de qualité traitant du thème abordé ici, merci de compléter l'article en donnant les références utiles à sa vérifiabilité et en les liant à la section « Notes et références ».
L'élection du président du parti Nouvelle Démocratie en 1997 a eu lieu le 21 mars 1997 pour élire le nouveau président du parti Nouvelle Démocratie.

## Résultats
Lors du second tour, Kóstas Karamanlís sort vainqueur avec 69,16% des voix, contre 30,84% des voix pour Geórgios Soufliás.
|       | Kóstas Karamanlís | 40,73 % | 69,16 % |
|       | Geórgios Soufliás | 30,52 % | 30,84 % |
|       | Miltiádis Évert   | 25,34 % |         |
|       | Vyron Polydoras   | 3,40 %  |         |
| Total | Total             | 100 %   | 100 %   |